# 김상길 (공무원)
김상길(金相吉, 1961년 5월 6일 ~ )은 대한민국의 공무원이다. 전라남도 고흥군 출신으로 인천 부평구 구청장 권한대행 직책을 지냈다. 

## 학력
- 인하대학교 행정학과 학사 졸업

## 경력
- 1993 제37회 행정고시 합격
- 인천시 경제자유구역청 기획정책과장
- 인천시 경제자유구역청 기획조정본부장
- 인천시 인재개발원장
- 2015.03 ~ 2017.01 인천광역시 계양구 부구청장
- 인천광역시청 재난안전본부 본부장
- 2017.09 ~ 2019.08 제22대 인천광역시 부평구 부구청장
- 2018.02 ~ 2018.06 인천광역시 부평구청장 권한대행
- 2019.09 ~ 제6대 인천환경공단 이사장

| 전임 이종철 | 인천광역시 계양구 부구청장 2015년 3월 30일 ~ 2017년 1월 31일 | 후임 김남권 |

| 전임 김기형 | 제22대 인천광역시 부평구 부구청장 2017년 9월 11일 ~ 2019년 8월 4일 | 후임 유지훈 |

| 전임 홍미영 | 인천광역시 부평구청장 권한대행 2018년 2월 27일 ~ 2018년 6월 30일 | 후임 차준택 |